# Gutkeled Miklós
Gutkeled Miklós (†1288) országbíró, erdélyi vajda a Gutkeled nemzetségből Gutkeled nembeli István nádor fia.

## Élete

### IV. Béla idején
Testvérei Joakim bán, István országbíró és Pál macsói bán voltak. A történeti forrásokban 1263 és 1288 között szerepel. 1263-ban a királyi étekfogók kancellárja, 1263–64-ben kemléki ispán, 1267-től 1270-ig erdélyi vajda.

### V. István idején
1270-től 1272-ig országbíró és gecskei ispán.

### IV. László idején
1273-tól 1274-ig országbíró és gecskei ispán. 1274 júliustól októberig szlavón bán. Testvérével, Joachimmal együtt belháborút folytatott a Babonić családdal, amely háborúban Joachim életét vesztette. Miklós ezután is folytatta a harcot, de sikertelenül. Le kellett mondania a szlavóniai – Zágráb vármegyei – Sztenyicsnyák váráról. Végül 1278 novemberében testvérével, Istvánnal együtt kénytelen volt kibékülni a Babonićokkal Zágrábban. 1278-tól 1279-ig ismét szlavón bán.